# Lyonia doyonensis
Lyonia doyonensis är en ljungväxtart som först beskrevs av Hand.-mazz., och fick sitt nu gällande namn av Hand.-mazz. Lyonia doyonensis ingår i släktet Lyonia och familjen ljungväxter. Inga underarter finns listade i Catalogue of Life.